# Statistische sector
Een statistische sector is de kleinste territoriale basiseenheid gecreëerd door het Belgische Nationaal Geografisch Instituut en het Algemene Directie Statistiek en Economische Informatie, voorheen genaamd Nationaal Instituut voor de Statistiek, waarvoor nog socio-economische statistieken worden opgesteld. Anno 2007 waren er in België 19.781 statistische sectoren.

## Ontstaan
De statistische sectoren werden gecreëerd met het oog op de geplande grootschalige fusie van Belgische gemeenten en werden voor het eerst ingevoerd bij de volkstelling van 1971. Voor de gemeentelijke herindeling waren de steden en gemeenten kleine eenheden die een duidelijke morfologische en sociale samenhang hadden. Tot op dat moment waren  statistieken op gemeenteniveau dan ook voldoende. In het vooruitzicht van de fusies, waarbij de samenhangende eenheden zouden verloren gaan, ontstond de behoefte om een kleinere statistische eenheid te creëren om aldus duidelijk afgebakende morfologische en sociale eenheden te bekomen. 
Na de volkstellingen werden er wijzigingen aan de afbakening van statistische sectoren uitgevoerd in functie van veranderende omstandigheden. Hierbij werd steeds getracht om bestaande statische sectoren te splitsen in nieuwe sectoren die volledig binnen de grenzen van de oude sector vielen. Hierdoor bleven statistische vergelijkingen met het verleden mogelijk.

## Aantal
| Gewest        | Aantal | Gemiddeld aantal per gemeente | Gemiddelde oppervlakte |
| ------------- | ------ | ----------------------------- | ---------------------- |
| Vlaanderen    | 9.182  | 30                            | 1,47 km²               |
| Wallonië      | 9.875  | 38                            | 1,71 km²               |
| Brussel       | 724    | 38                            | 0,22 km²               |
| Totaal België | 19.781 | 34                            | 1,54 km²               |

## Code
De code van de een statistische sector begint met de NIS-code van de gemeente, gevolgd door een letter voor de deelgemeente en een combinatie van 3 tekens die kunnen bestaan uit cijfers, letters en een koppelteken.
Gemeenten die verdwenen voor 1970 kregen in de regel geen eigen letter; gemeenten die verdwenen in 1970 en later kregen in de regel wel een eigen letter. Maar er zijn heel wat uitzonderingen in beide richtingen: jongere deelgemeenten die dezelfde letter moeten delen (bv. in Doornik), oudere deelgemeenten die toch een eigen letter kregen (bv. Laken), grote (deel)gemeenten die meerdere letters nodig hebben (bv. Antwerpen) of omvangrijke gemeentegrenswijzigingen waar het overgedragen deel een eigen letter krijgt, ook al was het nooit een aparte gemeente (bv. Wijgmaal en Wijnendale). Statistische sectoren die werden gecreëerd omwille van gemeentegrenswijzigingen na 1976 krijgen op de zesde positie in hun code een cijfer i.p.v. een letter.

### Voorbeelden
- Rode Rok : 71022D012 Verklaring: Stad Hasselt: 71022; Deelgemeente Kuringen: +D; Sector: +012
- Rootstraat: 71022G0AA Verklaring: Stad Hasselt: 71022; Deelgemeente Spalbeek: +G; Sector: +0AA